# بوآکو
بوآکو (به اسپانیایی: Boaco) یک شهر در نیکاراگوئه است که در استان بوآکو واقع شده‌است.

## خصوصیات
بوآکو ۱٬۰۸۶٫۸۱ کیلومترمربع مساحت و ۵۶٬۹۰۰ نفر جمعیت دارد.